# شجرة الزاوية
شجرة الزاوية مسلسل مغربي من إنتاج القناة الأولى المغربية سنة 2003، وإخراج محمد منخار، وبطولة كل من عزيز موهوب، حبيبة المذكوري، ربيع القاطي ، فاطمة عاطف، الهاشمي بنعمرو، عبد الله ديدان.
يحكي المسلسل قصة مكافحة الشباب ضد الاحتلال الفرنسي.

## وصلات خارجية
- شجرة الزاوية على قاعدة بيانات الأفلام العربية